# Bílkova vila (Ronov nad Doubravou)
Bílkova vila (někdy také Nečasova vila, nesprávně Chittussiho vila) je dvoupodlažní secesní budova v Čáslavské ulici v Ronově nad Doubravou (okres Chrudim). Byla postavena v letech 1932–1934 podle projektu sochaře a architekta Františka Bílka pro jeho švagra, pražského lékaře Jaromíra Nečase. Je chráněna jako kulturní památka České republiky.

## Stavba
Vila je vestavěna do mírného svahu a má rozměry 14,6 × 8 m. Z interiéru je nejcennější centrální čtvercová patrová hala, z níž se vstupuje do pěti obytných místností. Do 1. patra vede v hale dřevěné dubové schodiště s řezbářsky výjimečným zábradlím. Prostorová dispozice patra je obdobná jako v přízemí.
Cennou součástí jsou dva venkovní Bílkovy reliéfy: bronzová hlava Krista (70 × 60 cm) a terakotová luneta Jak čas utíká (202 × 234 cm).

### Užití
Vila sloužila pouze k letnímu pobytu. V roce 1954 ji manželé Nečasovi darovali obci s tím, že bude použita ke kulturním účelům. Nyní je v ní umístěna Galerie Antonína Chittussiho, proto se stavba někdy označuje jako Chittussiho vila.